# تشيما ديل أومو
تشيما ديل أومو (بالإنجليزية: Cima dell'Uomo)‏ هو أحد جبال سلسلة جبال الألب ليبونتيني وجزء من القمة الأم فينستيرارون يقع في كانتون تيسينو, سويسرا. يبلغ ارتفاع الجبل حوالي 2390 متر، بينما يبلغ ارتفاع نتوء الجبل 286 متر.